# Hágó Kupa
A Hágó Kupa egy évente megrendezésre kerülő ügyességi barlangászverseny, amely változó helyszínen, vándorkupa jelleggel kerül megrendezésre. A verseny első napján rendszerint különféle változatos – olykor meglepő, humoros – feladatokat kell a versenyzőknek teljesíteni, amelyek ugyan nem tipikus barlangi feladatok, de azért a kötélpályán való közlekedés is mindig elmaradhatatlan versenyszám.  A verseny második napján egyéni technikai verseny kerül lebonyolítására, többnyire felszíni kötélpályán.

## Története
A Hágó Kupa barlangi versenyt 1994-ben a Hágó '83 Ipari Hegymászó Kft., illetve a Hágó SE tagjai, Simon Béla, Zsólyomi Zsolt, Horváth Richárd, Dutkai Lajos, Tar János és Hamza István alapították. Az új versenyre azért volt szükség, mert a Kinizsi Kupa Országos Barlangversenyt háromszor nyerte meg ugyanaz a csapat, így vége lett ennek a viadalnak. Szükség volt egy új versenyre, így jött létre a minden év májusában, az év első versenyeként megrendezésre kerülő, és az azóta komoly hagyományokat teremtő Hágó Kupa. Az első versenyt Kessler Hubert emlékének ajánlották a szervezők, és a Mátyás-hegyi-barlangban került megrendezésre.

## A Hágó Kupák helyszínei és eredményei
|     | Év   | Helyszín                                            | Csapatveseny győztese                                             | Férfi egyéni verseny győztese           | Női egyéni verseny győztese |
| --- | ---- | --------------------------------------------------- | ----------------------------------------------------------------- | --------------------------------------- | --------------------------- |
| 29. | 2024 | Orfű, Vízfő-barlang                                 | Nyírő Artúr, Pintér László, Tarczi Zsófia                         | Németh Viktor                           | Tarczi Zsófia               |
| 28. | 2023 | Aggtelek, Baradla-barlang                           | Kiss Zoltán, Kunisch Péter, Orbán Balázs                          | Orbán Balázs                            | Szalai Veronika             |
| 27. | 2022 | Tésa                                                | Izápy Viktor, Mészáros József, Tarczi Zsófia                      | Orbán Balázs                            | Szalai Veronika             |
| -   | 2021 | ELMARADT                                            | -                                                                 | -                                       | -                           |
| -   | 2020 | ELMARADT                                            | -                                                                 | -                                       | -                           |
| 26. | 2019 | Bakonynána, Római-fürdő                             | Nagy Dénes Ákos, Kun Botond, Kuzmich Ambrus                       | Orbán Balázs                            | Tarczi Zsófia (PF)          |
| 25. | 2018 | Klastrompuszta, Legény- és Leány-barlang            | Gyolcsos Fecó, Kökény Áron, Mihályi Tibor (Alba Regia)            | Orbán Balázs                            | Tarczi Zsófia (PF)          |
| 24. | 2017 | Kevély-nyereg                                       | Kunisch Péter, Kiss Zoltán, Adamóczky György                      | Katona József (FTSK)                    | Tarczi Zsófia (PF)          |
| 23. | 2016 | Szelim-lyuk                                         | Pataki Dénes, Orbán Balázs, Kovács Márton                         | Mihályi Tibor (Alba Regia)              | Tarczi Zsófia (PF)          |
| 22. | 2015 | Kecske-hegyi kőfejtő                                | Kunisch Péter, Kiss Zoltán, Németh Viktor                         | Adamóczky György (TBE)                  | Tarczi Zsófia (PF)          |
| 21. | 2014 | Öreg-kő, Bajót                                      | Pataki Dénes, Losonci Gábor, Orbán Balázs                         | Pataki Dénes                            | Tarczi Zsófia (PF)          |
| 20. | 2013 | Csák-kői-barlang                                    | Polyák Ágnes, Szalai Veronika, Kertész Anikó                      | Orbán Balázs                            | Szalai Veronika             |
| 19. | 2012 | Szabó József-barlang                                | Kunisch Péter, Pataki Dénes, Kiss Zoltán                          |                                         | Tóth Nikolett               |
| 18. | 2011 | Öreg-köves-víznyelőbarlang                          | Gémes Nelli, Ligeti Márton, Egri László                           | Pataki Dénes                            | Gémes Nelli                 |
| 17. | 2010 | Pisznice-barlang és Pisznicei-zsomboly              | Kunisch Péter, Németh Viktor, Kiss Zoltán                         |                                         |                             |
| 16. | 2009 | Trió-barlang                                        | Nagy Zsófia, Nagy Dénes, Gacsári Zoltán                           | Pataki Dénes                            |                             |
| 15. | 2008 | Csörgő-lyuk                                         | Szalai Veronika, Losonci Gábor, Panker Ádám                       | Pataki Dénes                            | Gáspár Veronika (FTSK)      |
| 14. | 2007 | Ferenc-hegyi-barlang                                | Gémes Nelli, Egri László, Tisza Levente                           | Szabó Dénes (GUBACS)                    | Gáspár Veronika (FTSK)      |
| 13. | 2006 | Solymári-ördöglyuk                                  | Kunisch Péter, Németh Viktor, Cserna Zsombor                      |                                         |                             |
| 12. | 2005 | Fekete-barlang                                      | Gáspár Veronika, Kovács Ferenc, Kántor Zsolt (FTSK)               | Kunisch Péter (Szabó József)            | Gáspár Veronika (FTSK)      |
| 11. | 2004 | Almási-zsomboly                                     | GUBACS                                                            | Aranyi Attila (TBE)                     | Gáspár Veronika (FTSK)      |
| 10. | 2003 | Alba Regia-barlang                                  | Kunisch Péter, Kucsera Márton, Németh Viktor                      | Kántor Zsolt (FTSK)                     | Gáspár Veronika (FTSK)      |
| 9.  | 2002 | Létrási-vizesbarlang, Szepesi–Láner-barlangrendszer | Szabó Dénes, Tisza Levente, Gáspár Veronika                       | Kucsera Márton (MAFC)                   | Gáspár Veronika (FTSK)      |
| 8.  | 2001 | Leány–Legény-barlangrendszer                        | Hlavács György, Ligeti Márton, Szabó Lénárd                       | Szabó Lénárd (PF)                       | Vaspöri Szilvia             |
| 7.  | 2000 | Létrási-vizesbarlang                                | Zih József, Zsólyomi Zsolt, Egri Csaba (FTSK-BEAC)                | Egri Csaba (BEAC)                       | Vaspöri Szilvia             |
| 6.  | 1999 | Solymári-ördöglyuk                                  | Ligeti Márton, Maucha Gergő, Szabó Lénárd                         | Szabó Lénárd (PF)                       |                             |
| 5.  | 1998 | Kossuth-barlang                                     | Gólya Barbara, Elekes Balázs, Nyerges Attila (BEAC)               | Elekes Balázs (BEAC)                    | Szilágyi Nóra               |
| 4.  | 1997 | Bolhási–Jávorkúti-barlangrendszer                   | Csekő Ábel, Gyurin Miklós, Ligeti Márton (Papp Ferenc, Micimackó) | Szabó Lénárd (PF)                       |                             |
| 3.  | 1996 | Fekete-barlang                                      | Bajna Bálint, Elekes Balázs, Nyerges Attila (BEAC)                | Burdiga Zsolt (MLBE)                    | Gólya Barbara (BEAC)        |
| 2.  | 1995 | Szabó-pallagi-zsomboly, Kopasz-vigasz-barlang       | Maucha Gergely, Szabó Kálmán, Szabó Lénárd (Papp Ferenc)          | Elekes Balázs (BEAC), Veres Imre (MLBE) | Horváth Zsuzsanna (MLBE)    |
| 1.  | 1994 | Mátyás-hegyi-barlang                                | Lettner Gábor, Nyerges Attila, Rose György (BEAC)                 | Nyerges Attila (BEAC)                   | Horváth Zsuzsanna (MLBE)    |